# Perennität
Perennität ist ein veralteter Ausdruck für Beständigkeit.
Heute wird der Begriff vor allem bei Institutionen der Altersvorsorge in der Schweiz verwendet. Dabei wird unterstellt, dass eine Institution ewig fortbesteht.
Perennität ermöglicht ein Umlageverfahren, bei dem Altersrenten direkt aus Beiträgen der laufenden Periode bezahlt werden, ohne dass ein Kapitalstock aufgebaut werden muss. Dies führt auch dazu, dass die Sozialversicherung innerhalb kurzer Zeit eingeführt werden kann.
Ein Beispiel für eine nach dem Perennitätsprinzip organisierte Versicherung ist die Alters- und Hinterlassenenversicherung.